# Paolo Bertezzolo
Paolo Bertezzolo (Calto, 10 marzo 1947) è un politico e scrittore italiano.

## Biografia
Laureato in filosofia, ha insegnato storia e filosofia in diversi licei ed è stato anche dirigente scolastico. Impegnato per anni nell'associazionismo cattolico, alle elezioni politiche del 1992 viene eletto alla Camera dei Deputati con La Rete nel collegio di Verona. 
Ricandidato alle successive elezioni del 1994 dall'Alleanza dei Progressisti nel collegio uninominale della Camera di Verona Ovest, ottiene il 23,8% e viene sconfitto. Nel 1995 è candidato sindaco di Villafranca di Verona con una lista civica, ottenendo il 15,6% dei voti, quindi fino al 1999 ricopre il ruolo di consigliere comunale. Alle elezioni politiche del 2001 è il candidato dell'Ulivo nel collegio uninominale del Senato di Belluno, riceve il 32,7% e non risulta eletto. 
Negli anni ha pubblicato diversi saggi e libri, vincendo nel 1993 il "Premio Emilio Chiocchetti" e nel 2007 il secondo premio al concorso internazionale di letteratura "Città di Moncalieri".